# NGC 1759
NGC 1759 este o brightest cluster galaxy⁠(d) situată în constelația Dalta. A fost descoperită în 28 noiembrie 1837 de către John Herschel.